# Sagar, Madhya Pradesh
Sagar là một thành phố và là nơi đặt hội đồng thành phố (municipal corporation) của quận Sagar thuộc bang Madhya Pradesh, Ấn Độ.

## Địa lý
Sagar có vị trí 22°16′B 79°26′Đ / 22,27°B 79,43°Đ Nó có độ cao trung bình là 594 mét (1948 feet).

## Nhân khẩu
Theo điều tra dân số năm 2001 của Ấn Độ, Sagar có dân số 232.321 người. Phái nam chiếm 53% tổng số dân và phái nữ chiếm 47%. Sagar có tỷ lệ 74% biết đọc biết viết, cao hơn tỷ lệ trung bình toàn quốc là 59,5%: tỷ lệ cho phái nam là 80%, và tỷ lệ cho phái nữ là 68%. Tại Sagar, 14% dân số nhỏ hơn 6 tuổi.